# Yamata-no-Orochi
Yamata-no-Orochi (八岐大蛇) és un monstre de la mitologia japonesa. Està descrit en els llibres xintoistes Kojiki i Nihonshoki com una deïtat que vivia a la zona anomenada «Torikami», en el país d'Izumo. Tot i que també es diu que és una «versió» japonesa de l'Hidra de Lerna. Té vuit caps i vuit cues, motiu pel qual li diuen «Yamata». Orochi significa 'serp gegant', i sol venerar-se com una deïtat de la muntanya en el xintoisme.